# Hans Böhmcker
Hans Boehmcker (né le 6 novembre 1899 à Schwartau et mort le 18 octobre 1942) est un sénateur nazi pour la ville de Lübeck et, en parallèle, chargé de mission du Reich allemand pour la ville d'Amsterdam. Dans cette fonction, son supérieur hiérarchique est Arthur Seyß-Inquart, commissaire du Reich pour les Pays-Bas.

## Biographie
Böhmcker est le fils de l'avocat Hans Christoph Böhmcker (1870-1956). Après avoir servi au front pendant la Première Guerre mondiale et des déploiements ultérieurs en tant que combattant du corps franc, Böhmcker étudie le droit à l'Université Georg-August de Göttingen, où il est membre de l'association estudiantine Corps Brunsviga Göttingen (de).
Il complète ses études jusqu'à l'obtention d'un doctorat et devient juge à Lübeck. Au début de 1933, il devient membre du parti nazi. Le 8 juin 1933, le gouverneur du Reich Friedrich Hildebrandt, également responsable de Lübeck, nomme Hans Böhmcker sénateur de la justice sous le maire Otto-Heinrich Drechsler. En tant que sénateur, il participe énergiquement à la politique de mise au pas (Gleichschaltung) de Lübeck, une politique mise en place au niveau national par le parti nazi de 1933 à 1934 et visant à imposer leur pouvoir total sur l'Allemagne et mettre la société au pas, afin de concrétiser le mythe de la « communauté populaire » (Volksgemeinschaft).
Depuis le 1er juin 1933, Hans Böhmcker, membre des Chrétiens allemands occupe le poste de commissaire du Sénat pour les affaires de l’Église évangélique luthérienne. Il fait placer l’Église évangélique luthérienne de Lübeck sous la tutelle d'une commission ecclésiastique qu'il pilote et qui, en 1934, nomme Erwin Balzer, un national-socialiste convaincu, au poste d'évêque et élabore une nouvelle constitution ecclésiastique conforme aux idéaux nationaux-socialistes. Différents pasteurs s'opposent à cette mise au pas, dont les pasteurs de l’Église confessante de Lübeck Johannes Pautke et Axel Werner Kühl, tous deux renvoyés par Balzer en décembre 1936. La répression ne s'arrête pas là car Hans Böhmcker fait appel à la Gestapo. Axel Werner Kühl est ainsi expulsé du pays, le pasteur Schulz mis en détention les autres contestataires assignés à résidence. L'organiste Jan Bender est envoyé au Camp de concentration d'Oranienbourg. Lorsque le président du comité ecclésiastique du Reich, Wilhelm Zoellner, veut intervenir comme médiateur à Lübeck, Böhmcker fait en sorte que son arrivée soit interdite par la police d'État, à l'instigation du ministère des Églises du Reich, ce qui entraîne la démission de Zoellner et du comité ecclésiastique du Reich. Les mesures prises à l'encontre des ecclésiastiques sont annulées en avril 1937 dans le cadre d'une procédure d'entente entre l'Église confessante, qui s'était entre-temps renforcée à Lübeck, et les chrétiens allemands dirigés par Balzer. Désormais, il y a deux églises évangéliques luthériennes à Lübeck. Le 31 octobre 1937, Hans Böhmcker quitte la direction de l'église de Lübeck. 
Lorsque la loi de réorganisation territoriale Gross-Hamburg-Gesetz est mise en œuvre en 1937, Böhmcker est nommé «commissaire à la transition». De 1935 à 1942, il est membre du conseil de surveillance de la Handelsbank (banque de commerce) à Lübeck.

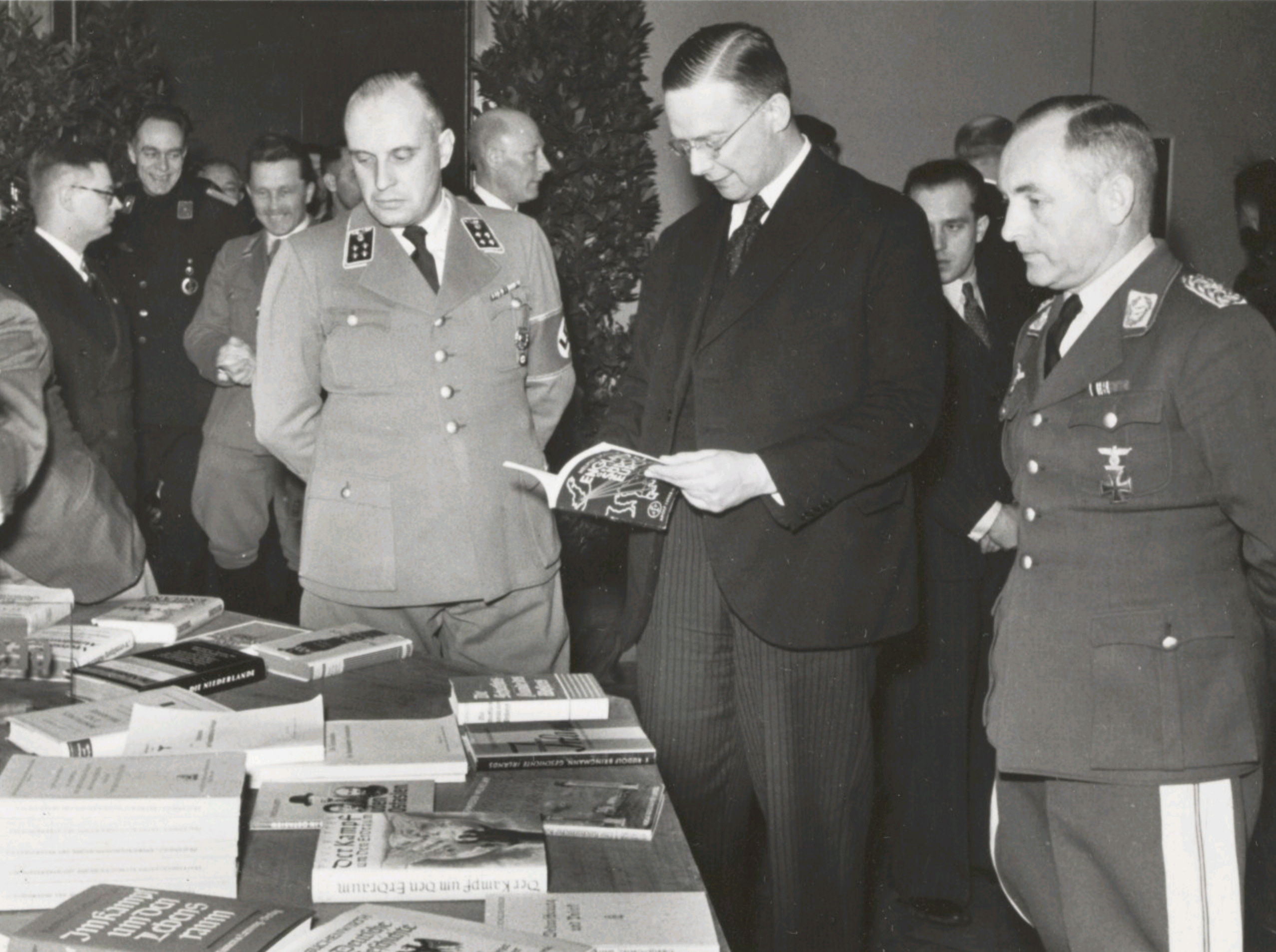
De gauche à droite. : Böhmcker, Jan van Dam, lieutenant-général Hans Siburg (Amsterdam, 1942)

De 1940 à 1942, Böhmcker travaille dans l'administration d'occupation, sous le commissaire du Reich pour les Pays-Bas, Arthur Seyss-Inquart. Böhmcker occupe la fonction de représentant du Reich allemand pour la ville d'Amsterdam. Son bureau se trouve dans un bâtiment à Amsterdam qui abrite aujourd'hui le consulat général des États-Unis. Böhmcker est responsable de la mise en œuvre de toutes les mesures anti-juives qui aboutissent à instaurer une ségrégation de la population juive du reste de la population hollandaise, et qui préparent et permettent l'organisation de l'extermination de la population juive des Pays-Bas. Par l'"ordonnance concernant l'obligation d'enregistrement des Juifs" du 10 janvier 1941 (ordonnance 6/41), tous les Juifs néerlandais sont obligés de se faire enregistrer sur une base "raciale" et non en fonction de leur appartenance religieuse. Le 2 octobre 1941, Böhmcker écrit à son supérieur, Arthur Seyß-Inquart : "Grâce au décret 6/41, nous avons maintenant tous les Juifs néerlandais dans la poche". Le 12 février 1941, Hans Böhmer ordonne à la communauté juive d'Amsterdam de constituer un Conseil juif d'Amsterdam, sur le modèle des conseils juifs mis en place par les allemands en Pologne et en Tchéquie.  
Böhmcker est rappelé en Allemagne avant la première déportation de Juifs hollandais vers Auschwitz en juillet 1942. Après le raid aérien sur Lübeck, il a en effet reçu l'ordre de retourner à Lübeck en sa qualité d'adjoint du maire Drechsler, afin de le remplacer dans ses fonctions de maire, Drechsler étant déployé à Riga (Lettonie).  Afin de remonter le moral de la population civile, une opération extraordinaire distribution de vivres est organisée, à qui doivent être distribués 2 millions d'oranges et 2 400 caisses de harengs. Lors de cette opération, divers fonctionnaires nazis s'enrichissent en détournant la marchandise, dont Böhmcker, le chef de police Walther Schröder et différents fonctionnaires du Nationalsozialistischen Volkswohlfart. Alors que de tels cas de corruption sont généralement passés sous silence, de hauts cercles du NSDAP à Berlin décident de faire de cette affaire un exemple. Le bureau principal de la sécurité du Reich engage une procédure judiciaire spéciale. L'implication de Böhmcker et Schröder ne sont pas ébruitées, mais le chef du Nationalsozialistischen Volkswohlfart (NSW) de Lübeck, Wilhelm Janowsky, est condamné à mort par un tribunal d'exception tandis que d'autres fonctionnaires du NSW sont condamnés à de longues peines de prisons. Janowsky est exécuté sur ordre d'Hitler le 15 novembre 1942, après que des rumeurs se soient répandues parmi la population selon lesquelles rien n'arriverait aux responsables du NSV. Böhmcker, craignant d'être poursuivi à son tour, se suicide en octobre 1942 .